# Asterope intermedia
Asterope intermedia är en fjärilsart som beskrevs av Robert H. Carcasson 1961. Asterope intermedia ingår i släktet Asterope och familjen praktfjärilar. Inga underarter finns listade i Catalogue of Life.